# Baga del Coll
La Baga del Coll, és una obaga del terme municipal de Monistrol de Calders, al Moianès.
Està situada al vessant oriental i nord-oriental de la muntanya de Trullars, a l'esquerra del torrent de Caldat, al nord de la masia del Coll i al sud-oest de la de Rubió.
La seva continuïtat cap a ponent és la Baga del Molí d'en Sala.
Tot i ser dins del terme municipal de Monistrol de Calders, pertany a la masia del Coll, del terme veí de Granera.